# Pour un réveil écologique
Pour un réveil écologique est un collectif écologiste français. Fondé en septembre 2018 par la publication d'un manifeste,,, il regroupe des jeunes étudiant dans les grandes écoles, notamment d’ingénieurs, de commerce ou de sciences politiques. Aujourd’hui, le collectif travaille sur deux grands axes : la formation dispensée dans l’enseignement supérieur, et les enjeux autour de l’emploi.

## Histoire

### Manifeste étudiant
Pour un réveil écologique est fondée en septembre 2018 par la publication d'un manifeste lancé par des jeunes effectuant leur scolarité dans les grandes écoles (d’ingénieurs, de commerce ou de sciences politiques),, et signé par plus de 32 000 personnes de plus de 400 établissements.
Face à l’urgence écologique, le texte exprimait l’importance de changer le fonctionnement et les objectifs des entreprises en utilisant le levier des recrutements et en faisant des salariés des citoyens engagés. Une critique de la société de consommation était également exprimée. Plus globalement, le « manifeste étudiant pour un réveil écologique » affichait la volonté de changer le système économique actuel dans lequel les étudiants signataires ne croient plus.
Selon François Prouteau, chercheur en sciences de l'éducation, le manifeste a ouvert la voie à des « réalisations [...] significatives du côté de l'enseignement supérieur » et « a eu un fort retentissement dans les entreprises et l’industrie ».

### Collectif
Dans la foulée de la publication du manifeste, « l’équipe du manifeste » (comme elle s’est baptisée au début) s'agrandie et devient un collectif mobilisé sur deux piliers : l'enseignement supérieur et les entreprises. En mars 2019, un grand débat réunit trois ministres (François de Rugy, Brune Poirson et Frédérique Vidal), des directeurs de grandes écoles et chefs d’entreprises, et 180 des signataires du manifeste. Le début du débat reste consensuel et centré autour de questions générales, mais la suite est plus animée avec un recours par les étudiants à des questions plus accusatrices envers les personnalités présentes.
En février 2021, le collectif publie un rapport nommé « L’écologie aux rattrapages », dans lequel il pointe du doigt combien, malgré une amélioration de la prise en compte des enjeux écologiques, l’enseignement supérieur en France « reste très en deçà des besoins des étudiants ». Il voudrait que l’école ne copie pas les entreprises « pour la plupart, bloquées dans le business as usual ».
Le collectif évalue en juillet 2021 le niveau d'ambition et d'effectivité des institutions publiques, premier employeur de France, en matière environnementale, afin de permettre aux jeunes diplômés de savoir si une carrière dans le service public serait en adéquation avec leurs aspirations.
Il organise en mai 2022, dans 108 stations du métro parisien, une campagne d'affichage de la synthèse du sixième rapport d'évaluation du GIEC, afin de lutter contre la faible visibilité du dernier constat des experts de l'ONU,. La campagne est renouvelée deux mois plus tard à Lyon.
En juin 2023, le collectif lance sa plateforme pour aider les personnes en recherche d’emploi à trouver des activités professionnelles à exercer compatibles avec la transition socio-écologique.
Il publie un sondage en octobre 2023 sur le rapport à l’emploi des 18-30 ans, révélant les importantes exigences écologiques des nouvelles générations,.

## Objectifs
Aujourd'hui, l'association travaille sur deux grands axes : la formation dispensée dans l’enseignement supérieur et les enjeux autour de l’emploi,. Afin de répondre à des questions telles que : Comment tester la réelle volonté d’une entreprise de mettre la transformation écologique au cœur de son business model ? Comment traquer le greenwashing ? Comment arbitrer entre différentes offres d’emploi selon des critères verts certes, mais aussi dans la durée, en se projetant comme une force de transformation au sein d’une organisation ?

## Réception
D'après Lucile Schmid, membre du comité de rédaction de la revue Esprit, l'approche du collectif, qui associe éthique personnelle et appréciation concrète de l’emploi, point de vue individuel et enjeux de responsabilité collective, modifie assez radicalement la manière de voir le rôle des entreprises, puisqu’il s’agit de transformer globalement le modèle économique et les manières d’agir du secteur privé.